# Chris Garneau
Chris Garneau (narozen 5. listopadu 1982) je americký zpěvák-skladatel a hudebník. Styl Garneauho hudby kombinuje prvky folku, americany, popu, barokní a karnevalové hudby. Od chvíle, kdy vydal své debutové album, Music for Tourists, koncertoval již na celém území USA, Kanady, Brazílie, Evropy a Asie.
Garneau označil Jeffa Buckleyho, Ninu Simone, Nico a Chan Marshall za své hudební vzory. V současnosti žije v Brooklynu, New York. Jeho druhé album nazvané El Radio vyšlo 7. července 2009.

## Životopis
Garneau se narodil v Boston, ale během studia na základní škole žil se svou rodinou v Paříži. Před přestěhováním do New Yorku, žil chvíli v New Jersey. Garneau svoji lásku k hudbě objevil už jako malý chlapec, kdy se začal učit hrát na klavír. Po vystudování střední školy, strávil jeden semestr na Berklee College of Music v Bostonu, kterou opustil, aby se mohl přestěhovat do Brooklynu. Zde začal psát hudbu a koncertovat v malých prostorech na East Village a Lower East Side, čtvrtích Manhattanu.

## Kariéra

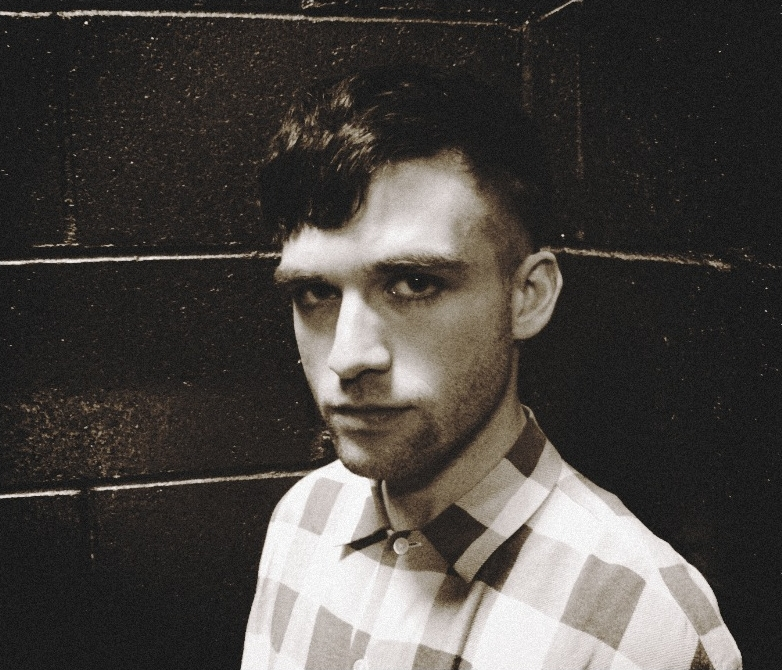
Chris Garneau v roce 2012

Garneau podepsal smlouvu se společností Absolutely Kosher Records. Do tohoto labelu ho přivedli muzikanti Jamie Stewart a Caralee McElroy ze skupiny Xiu Xiu. Svůj debut Music for Tourists vydal Garneau v říjnu roku 2006 a v lednu 2007 se toto album objevilo na iTunes. V březnu roku 2007 se zúčastnil video sekce v Take-Away Show autora Vincenta Moona. Jeho další projekt, EP nazvané "C-Sides", bylo vydáno v prosinci roku 2007.
Garneau se podílel na soundtracku ke 4. sérii televizního seriálu Chirurgové. Jeho písně "Castle-Time" a "Black and Blue" byly součástí tohoto seriálu. Skladba "Sad News" se objevila v televizním seriálu Private Practice.
Garneau se zúčastnil vysílání televize Logo, kdy v pořadu NewNowNext Music hovořil o svém debutovém albu Music for Tourists a videoklipu pro píseň "Relief".
Jeho coververze písně "Between the Bars" umělce Elliotta Smithe se objevila ve filmu z roku 2011 The Skin I Live In.
Spolupracuje s Caralee McElroy, zpěvačkou skupiny "Xiu Xiu" .

## Discografie
- Music for Tourists (2006)
- C-Sides EP (2007)
- El Radio (2009)